# Theroscopus striatus
Theroscopus striatus là một loài tò vò trong họ Ichneumonidae.